# ONE QUESTION
《One Question》은 대한민국의 보이 밴드 앰퍼샌드원의 첫 번째 확장 플레이(EP)이다. FNC 엔터테인먼트를 통해 2024년 10월 22일 발매되었다. 이번 앨범은 타이틀곡 'HE + SHE = WE'를 포함해 총 6개 트랙으로 구성됐다.

## 앨범 소개
직관적인 콘셉트와 눈부신 비주얼로 5세대를 대표하는 루키로 떠오른 앰퍼샌드원이 새 앨범으로 돌아왔다. 첫 번째 미니 앨범 ‘ONE QUESTION’은 앰퍼샌드원이 ‘사랑’에 대해 제시하는 질문이라는 의미를 담았다. 사랑이라는 이 단순하고도 복잡한 감정의 해답을 찾고자 앰퍼샌드원은 여러 가지 방법을 시도한다. 미니 1집 ‘ONE QUESTION’은 바로 이 과정을 유쾌하게 풀어낸 앨범이다.
‘ONE QUESTION’에는 타이틀곡 ‘He + She = We’ 포함 총 6곡이 수록되었다. ‘He + She = We’는 캐치한 리듬과 에너제틱한 멜로디가 어우러진 펑키 하우스 장르의 곡으로 앰퍼샌드원 특유의 청량한 감성이 돋보이며, 가사는 단순한 연애 공식을 넘어 서로가 서로를 완성시키는 특별한 관계를 재치 있는 표현으로 풀어냈다.
여기에 앰퍼샌드원만의 풋풋한 감성을 담아낸 ‘Calling You Back’, 에너제틱함이 매력적인 록 사운드 기반의 힙합 댄스곡 ‘Slide’, 멤버들의 파워풀한 보컬이 어우러진 ‘Whip It’, 로맨틱한 메시지가 담겨 있는 레트로 팝 장르의 ‘Over The Moon’, 감성적인 멜로디가 돋보이는 발라드곡 ‘Fly’까지 총 여섯 트랙의 다채로운 장르의 곡이 미니 1집에 담겼다.
특히 신보는 나캠든과 마카야가 수록곡 ‘Whip It’ 작사에 이름을 올리며 진정성을 더했고, 씨엔블루 정용화가 타이틀곡 작사, 작곡에 참여하며 힘을 보탰다. 또한 엔플라잉 이승협이 ‘Fly’의 작사, 작곡에 참여한 것뿐만 아니라 ‘Calling You Back’, ‘Slide’, ‘Whip It’ 등 세 곡의 작사 크레딧에도 이름을 올렸다.
‘He + She = We’라는 수식을 연구하고 토론하는 과정을 유쾌하게 풀어낸 뮤직비디오는 앰퍼샌드원의 청량하고 스포티한 매력이 가득 담겼다. 클래식한 공간 속 앰퍼샌드원의 밝은 에너지가 눈을 뗄 수 없게 만들며 리드미컬한 퍼포먼스와 소년미 넘치는 멤버들의 비주얼은 청량한 감성을 극대화하며 리스너들의 마음에 가닿는다.
사랑을 향해 거침없이 직진하는, 그 자체만으로도 반짝거리는 앰퍼샌드원의 여정이 시작된다. 첫 번째 미니 앨범 ‘ONE QUESTION’은 그 모든 순간에 대한 기록이다.

## 수록곡
| #  | 제목                 | 재생 시간 |
| -- | -------------------- | --------- |
| 1. | 〈He + She = We〉    |           |
| 2. | 〈Calling You Back〉 |           |
| 3. | 〈Slide〉            |           |
| 4. | 〈Whip It〉          |           |
| 5. | 〈Over the Moon〉    |           |
| 6. | 〈Fly〉              |           |